# Football Club Tatabánya
El Football Club Tatabánya és un club de futbol hongarès de la ciutat de Tatabánya.

## Història
El Tatabányai Sport Klub va ser fundat el 6 de febrer de 1910 per Ferenc Frei, un enginyer de mines. El seu primer ascens a primera divisió va ser l'any 1947. Ha estat tres cops finalista de la copa hongaresa, els anys 1971-72, 1984-85 i 1998-99. El 28 de març de 2017, fou desqualificat de la Nemzeti Bajnokság III.
Evolució del nom:
- 1910: Tatabányai Sport Club
- 1949: Tatabányai Tárna
- 1950: Tatabányai Bányász Sport Club
- 1992: Tatabányai Sport Club
- 1998: Lombard Futball Club Tatabánya
- 1999: Football Club Tatabánya
- 2000: Lombard Futball Club Tatabánya
- 2004: Auto Trader Tatabánya Football Club
- 2005: Football Club Tatabánya